# Węgierska Partia Psa o Dwóch Ogonach
Węgierska Partia Psa o Dwóch Ogonach (węg. Magyar Kétfarkú Kutya Párt, MKKP) – węgierska organizacja działająca od 2006 roku w formie stowarzyszenia, od 2014 jako partia polityczna. W wyborach parlamentarnych w 2022 roku uzyskała 3,3% poparcia – w rezultacie przekroczyła próg uprawniający do uzyskania finansowania z budżetu państwa.
Na przestrzeni lat organizacja zrealizowała liczne happeningi i prześmiewcze kampanie społeczne. Wśród nich znalazły się:
- wystawienie w 2010 kandydata na burmistrza Budapesztu z postulatami Więcej wszystkiego, mniej niczego oraz Obiecujemy wszystko;
- marsz pokoju 2017, nawiązujący do wprowadzania na Węgrzech rozwiązań inspirowanych przykładami rosyjskimi, z hasłami w rodzaju: Koniec z wolną prasą, koniec z edukacją, więcej demagogii, nie potrzebujemy wyborów;
- promowanie koncepcji Mniejszych Węgier w opozycji do Wielkich Węgier – pomysł miałby polegać na zmniejszeniu obecnego terytorium Węgier do kształtu odwzorowującego Węgry sprzed traktatu z Trianon;
- promowanie programu wyborczego z takimi postulatami jak dwa zachody słońca dziennie, zakaz chorób, darmowe piwo dla wszystkich, wzniesienie sztucznej góry pośrodku Niziny Węgierskiej w celu urozmaicenia krajobrazu, zmniejszenie poziomu grawitacji oraz przekształcenie Budapesztu w drugą Wenecję.

## Poparcie w wyborach
Wybory do parlamentu
| Wybory | Lider          | Rezultat       | Rezultat       | Rezultat | Rezultat  | Mandaty | +/-  | Rząd             |
| Wybory | Lider          | Lista partyjna | Lista partyjna | JOWy     | JOWy      | Mandaty | +/-  | Rząd             |
| Wybory | Lider          | Głosy          | %              | Głosy    | %         | Mandaty | +/-  | Rząd             |
| ------ | -------------- | -------------- | -------------- | -------- | --------- | ------- | ---- | ---------------- |
| 2018   | Gergely Kovács | 99,414         | 1.73 (#7)      | 39,763   | 0.72 (#8) | 0/199   | Nowa | Poza parlamentem |
| 2022   | Gergely Kovács | 185,052        | 3.27 (#4)      | 126,648  | 2.36 (#4) | 0/199   | 0    | Poza parlamentem |

Wybory do Parlamentu Europejskiego
| Wybory | Rezultat | Rezultat  | Mandaty | +/-  |
| Wybory | Głosy    | %         | Mandaty | +/-  |
| ------ | -------- | --------- | ------- | ---- |
| 2019   | 90,912   | 2.62 (#7) | 0/21    | Nowa |